# مجموعه آق اولرتالش (خانه‌های سفید)
مجموعه آق اولرتالش (خانه‌های سفید) مربوط به دوره قاجار است و در شهرستان طوالش، روستای آق اولر واقع شده و این اثر در تاریخ ۹ فروردین ۱۳۷۸ با شمارهٔ ثبت ۲۲۹۱ به‌عنوان یکی از آثار ملی ایران به ثبت رسیده است.